# 里亚索球场
里亚索市政球场是一座位于西班牙加利西亚自治区拉科鲁尼亚市的足球场，是拉科鲁尼亚体育俱乐部的主场，可以容纳32,660人。

## 1982年世界杯足球赛
1982年世界杯，里亚索球场举办了3场第一轮比赛。

### 第一轮
里亚索球场举办了3场小组赛阶段第一轮的比赛。
| 1982年6月15日 | 秘魯 | 0–0  | 喀麦隆 | 拉科鲁尼亚里亚索球场               |
| 17:15 CEST    |      | 報告 |        | 入場人數： 11,000 ： 弗朗茨·韦雷尔 |

| 1982年6月19日 | 波蘭 | 0–0  | 喀麦隆 | 拉科鲁尼亚里亚索球场                 |
| 19:15 CEST    |      | 報告 |        | 入場人數： 19,000 ： 亚历克西斯·波内 |

| 1982年6月22日 | 波蘭                                                               | 5–1  | 秘魯       | 拉科鲁尼亚里亚索球场                        |
| 17:15 CEST    | - 斯莫拉雷克 55' - 拉托 58' - 博涅克 61' - 本措尔 68' - 乔韦克 76' | 報告 | 拉罗萨 83' | 入場人數： 25,000 ： 兰贝托·鲁维奥·巴斯克斯 |